# Кюль-чор
Кюль-чор (д/н — 742 або 744) — 6-й володар Тюргеського каганату у 739—742/744 роках. У китайських джерелах відомий як Моду й Мохе Даган, в арабських — Курсул.

## Життєпис
Походив з ханів сара-тюргешів. Відзначився протягом 720—730-х років у війнах Тюргеського каганату з арабами. 721 року очолив напад на фортецю Каср аль-Бахілі, але був відбитий арабами. Того ж року біля Самарканду завдав поразки арабському загону на чолі з Саїдом ібн Абдул-Азізом. Втім сплюндрував навколишню місцевість. 729 року брав участь в облозі арабської фортеці Камарджи біля Самарканду. За це отримав від кагана Сулук-чора посаду бага-тархана.
738 року разом з іншим знатним сара-тюргешем напав на ставку кагана через невдоволення прихильністю останнього до кара-тююргешів, підбурений танськими шпигунами. Сулук загинув, але його син Кут-чор продовжив боротьбу. Також претензії на владу висунув Ервей-тегін, намісник Таразу.
Кюль зумів привернути на свій бік китайців та більшість знаті Трансоксіани, насамперед Багадур-тудуна, правителя Шаша. 739 року переміг та полонив Кут-чора, якого відправив до Китаю, а згодом завдав поразки Ервей-тегіну.
Танський імператор призначив представника західних тюрок Ашина Сіня каганом тюргешів. Але Кюль-бага-тархан повстав, не давши тому отримати фактичну владу. Після цього імператор Сюань-цзун визнав Кюля каганом.
Не зміг протидіяти вторгненню арабів, що змогли встановити владу над Шашем, Таразом. 742 року напав й вбив Ашину Сіня в місті Даньлань. У відповідь того ж або 744 року Фумин Лінча, губернатор Ансічена, завдав поразки Кюль-чору, який загинув. Новим каганом став представник кара-тюргешів Іль-Етміш Кутлук-Більге.